# Square Léon-Frapié
Le square Léon-Frapié est un square du 20e arrondissement de Paris, dans le quartier Saint-Fargeau.

## Situation et accès
Le site est accessible par le 5, rue de Noisy-Le-Sec.
Il est desservi par la ligne 3 bis à la station station Saint-Fargeau et par les lignes 3bis et 11 à la station Porte des Lilas.

## Origine du nom
Il rend hommage au romancier français  Léon Frapié (1863-1949).

## Historique
Créé en 1973, le square s'étend sur 14 030 m2.